# Château de la Sauzaie
Le château de la Sauzaie est situé à Saint-Xandre en Charente-Maritime.

## Historique
La terre de La Sauzaie (ou de La Sauzaye) est mentionnée pour la première fois en 1363. À cette époque, elle appartenait à Durmas de Sainte-Maure. Peu après, ce seigneur fut fait prisonnier par les Anglais. Pour payer sa rançon, il se vit contraint de céder La Sauzaie à Adam Chel, seigneur d'Argorisses, originaire du Pays de Galles. Reprise par le roi de France, la terre de La Sauzaie fut restituée dès 1372 à Durmas de Sainte-Maure.
Réuni par la suite à la Couronne, le premier château de La Sauzaie est échangé, en 1462, contre un hôtel particulier, situé en la ville de Bordeaux. Le nouveau seigneur de La Sauzaie, Jean Dupont, le transmit ensuite à sa fille Jeanne, épouse d'Aimery Rabeau. Comme le montre un acte de 1483, c'est elle qui fit achever la reconstruction du château de La Sauzaie, avec l'aide de son fils, Jean Rabeau.
Une trentaine d'années plus tard, le nouvel édifice avait changé de mains. Il appartenait alors à Pierre d'Angliers, époux d'Isabeau de Courbon, dame de Beauregard (château disparue qui était situé sur la commune de Chaillevette, en Charente-Maritime). La famille d'Angliers, qui occupa d'importantes charges à La Rochelle et qui fit construire le troisième château vers 1580, conserva La Sauzaie jusqu'en 1608. 
À cette date, l'héritière des lieux, Marie d'Angliers, épouse un gentilhomme saintongeais protestant, René de Saint-Légier, seigneur du Fief et de Dercie (ancien château de la commune du Gua, Charente-Maritime), auquel elle apportait les terres de La Sauzaie et de Beauregard. 
Vingt ans plus tard, en 1628, le château de La Sauzaie, qui était devenu l'une des plus belles demeures seigneuriales de l'Aunis, servit de résidence au cardinal de Richelieu, qui l'avait réquisitionné pour s'y réfugier, après avoir appris que les rochelais projetaient de l'enlever alors qu'il résidait au logis du Pont-de-la-Pierre, à Angoulins, pour diriger les opérations du fameux siège de La Rochelle.
En 1723, la dernière représentante de la branche aînée des Saint-Légier de La Sauzaie, Renée-Françoise, épousa dans la chapelle du château Louis-François de Cacqueray de Valmenier. C'est ainsi que La Sauzaie devint la propriété de la famille de Cacqueray-Valmenier, mais pour peu de temps puisque la seigneurie fut achetée en 1763 par Denis Goguet, un négociant et armateur rochelais ayant fait fortune en commerçant avec le Canada, et qui avait été anobli par l'achat d'une charge de président trésorier de France au bureau des finances de La Rochelle.
C'est lui qui fit entièrement reconstruire le château, qu'il avait acquis en mauvais état, pour en faire quelques années avant sa mort (31 janvier 1778), l'une des plus agréables maisons de campagne des environs de La Rochelle. À la suite d'un partage conclu en 1783, La Sauzaie revint à son fils Denis-Joseph, ancien maire et colonel des milices bourgeoises de la ville de La Rochelle, qui eut des difficultés à entretenir le domaine, si bien qu'il s'en débarrassa en 1807, en le vendant à un autre négociant, Barthélemy Valantin, demeurant alors au Sénégal. 
Cédé dès 1812 à un troisième négociant, Jean-Baptiste de La Beaume de Belleville, demeurant à Marans, puis en 1845 à une congrégation monacale qui renonça très vite à s'y installer, le château fut acquis en 1847 par un notaire natif de Beaugency, Charles Fournier (1810-1889). Versé dans la politique, le nouveau châtelain de La Sauzaie fut maire de La Rochelle de 1867 à 1871, avant de devenir député (1876) puis conseiller général du canton de La Jarrie (1883).
Le château est inscrit partiellement au titre des Monuments historiques par arrêté du 14 avril 1997.
Le domaine est acquis par la société Cognac Godet.

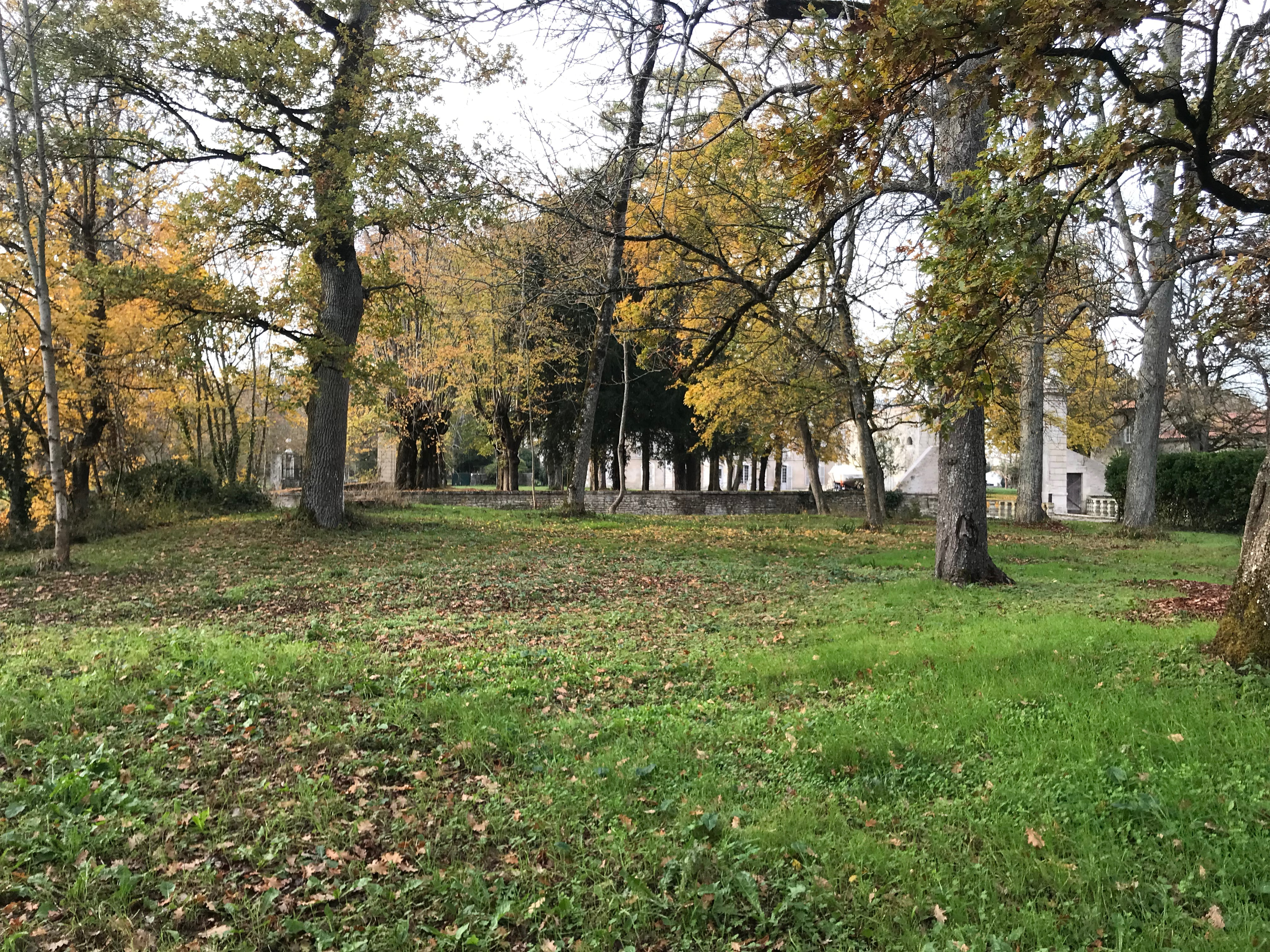